# Wersminia
Wersminia – jezioro w Polsce, położone w województwie warmińsko-mazurskim, w powiecie kętrzyńskim, w gminie Kętrzyn, dorzecze: Węgorapy.
Jezioro położone jest na południowy wschód od Kętrzyna, tuż przy wsi Martiany, na północny zachód od Jeziora Iławki, za linią kolejową Kętrzyn – Giżycko, a nieco dalej na południe znajduje się wieś Salpik.
Wersminia ma powierzchnię 88,8 ha i maksymalną głębokość 8,4 m. Poziom lustra wody jest wyniesiony na wysokość 124,8 m n.p.m. Jezioro ma wydłużony kształt o nieregularnych brzegach. Jezioro ma długość ok. 2 km, a największą szerokość ok. 1 km. Końce zarośnięte są szuwarami, a na jego przedłużeniu w kierunku południowym znajduje się małe jeziorko Wersminek. Na XVII w. mapie Narońskiego jeziora te stanowiły jedną całość. Brzegi od zachodu, południa i częściowo wschodu znajdują się na terenie lasu.
Nad jeziorem znajduje się ośrodek wypoczynkowy, który wcześniej należał do PGR, a obecnie ma prywatnego właściciela.